# Afghanisch-russische Beziehungen
Die afghanisch-russischen Beziehungen (russisch Российско-афганские отношения) sind die Beziehungen beider Staaten zueinander. Sie sind unabhängig vom Great Game, wo es ab 1840 in russisch-britischen Auseinandersetzungen darum ging, in Afghanistan die Vormachtstellung zu sichern.
Die Sowjetunion war das erste Land, das die Unabhängigkeit Afghanistans nach dem dritten Anglo-Afghanischen Krieg 1919 anerkannte.
Am 28. Februar 1921 unterzeichneten Afghanistan und Sowjetrussland einen Freundschaftsvertrag.
Nach dem Zweiten Weltkrieg bildeten Afghanistan und die Sowjetunion freundschaftliche Beziehungen, und letztere leisteten Afghanistan viel Hilfe und Entwicklung.
Die beiden Länder unterzeichneten 1978 einen Freundschaftsvertrag, und im folgenden Jahr intervenierte die Sowjetunion mit der Operation Storm-333 in Afghanistan.
Diese Aktion löste in den meisten muslimischen Ländern eine negative Reaktion aus, die sie als Invasion ansah und zu einem Rückgang des Wohlstands Afghanistans und einer Stärkung radikaler Elemente im Land beitrug.
Die von Russland unterstützte afghanische Regierung brach 1992 zusammen. Die russisch-afghanischen Beziehungen haben sich jedoch in den Jahren nach dem Konflikt etwas verbessert. Russland hat jetzt eine Botschaft in Kabul und ein Generalkonsulat in Masar-e Scharif, und Afghanistan hat eine Botschaft in Moskau.

## Das Russische Zarenreich
1837 nahm das Reich zum ersten Mal Diplomatische Beziehungen zu Afghanistan auf. Zu dieser Zeit war das Verhältnis zum Britischen Weltreich angespannt.
Man erhoffte sich dadurch einen direkten Handelsweg nach Indien. Der erste Kontakt mit Afghanistan wurde vom britischen Empire mit Argwohn betrachtet, das Russland verdächtigte, versucht zu haben, sein Territorium auf den indischen Subkontinent auszudehnen.
Die russische Regierung nahm diplomatische Beziehungen zu Afghanistan auf. Dies führte zusammen mit der Unterstützung des iranischen Herrschers Mohammad Schah Kadschar, der 1838 versuchte, Herat zu erobern, zur britischen Invasion Afghanistans während des Ersten Anglo-Afghanischen Kriegs (1839–1842).
Während des gesamten 19. Jahrhunderts rückte Russland stetig in Zentralasien vor und eroberte 1865 Taschkent, 1868 Samarkand und Kokand sowie 1873 Chiwa. Großbritannien schlug Afghanistan als Pufferstaat vor, aber nach dem Berliner Kongress im Juni 1878 sandte Russland eine diplomatische Mission nach Kabul.
Sher Ali Khan, der Amir von Afghanistan, versuchte, die russischen Gesandten fernzuhalten, aber sie kamen am 22. Juli 1878 in Kabul an.
Am 14. August forderten die Briten, dass Sher Ali auch eine britische Mission annimmt. Dieser Vorfall führte zum zweiten Anglo-Afghanischen Krieg.
Der Panjdeh-Vorfall im Jahr 1885 war das nächste große Ereignis in der Geschichte der afghanisch-russischen Beziehungen.
Wieder einmal überschlug sich die britisch-russische Rivalität, nachdem Russland mehrere Oasen in Afghanistan erobert hatte. Die Briten drohten mit Krieg, aber die Nationen einigten sich 1887 auf die Einrichtung einer Pufferzone in Zentralasien.
Die antirussischen Unruhen von 1916 in Turkestan führten zur Basmatschi-Bewegung, die von der afghanischen Regierung unterstützt wurde.
Die Basmatschi-Rebellen nutzten Teile Afghanistans als sicheren Hafen bis zur bolschewistischen Revolution von 1917, als Wladimir Lenin und andere kommunistische Parteiführer sich bemühten, Unterstützung von der beträchtlichen muslimischen Bevölkerung ihres Landes zu erhalten.
Nach dem Ersten Weltkrieg waren die Bolschewiki mit dem russischen Bürgerkrieg und anderen innenpolitischen Fragen beschäftigt, so dass Russland im Vergleich zum britischen Imperialismus weniger bedrohlich war.
1919 brach zum dritten Mal im dritten Anglo-Afghanischen Krieg mit einer afghanischen Invasion ein Krieg aus. Sowjetrussland unterstützte die Afghanen während des Krieges indirekt, indem es 1919 als erstes Land diplomatische Beziehungen zu ihnen aufbaute und ihre Grenzen anerkannte.
Ein britischer Versuch, den afghanischen König Amanullah Khan im Juni 1920 zu ermorden, führte dazu, dass Afghanistan schnell einen Entwurf eines afghanisch-sowjetischen Nichtangriffspakts unterzeichnete, der 1921 formalisiert wurde.
Der Vertrag sah afghanische Transitrechte durch die Sowjetunion vor und bildete in den 1920er Jahren die Grundlage für freundschaftliche Beziehungen. Zu den frühen sowjetischen Hilfen gehörten Finanzhilfen, Flugzeuge und technisches Personal sowie Telegrafenbetreiber. 1929 diente Ghulam Nabi Charkhi als afghanischer Botschafter in der Sowjetunion und war in Moskau stationiert.

## Die Rolle der Sowjetunion
In den Jahren 1924 und 1925 gerieten die Sowjetunion und Afghanistan in einen Konflikt um die Insel Urtatagail oder Yanqi Qala, die sich in Zentralasien inmitten des Amu Flusses befindet. Der Konflikt endete mit einem Friedensvertrag, in dem die Sowjetunion die Insel als Teil Afghanistans anerkannte und Afghanistan gezwungen war, Grenzüberfälle in Basmatschi einzudämmen.
Während des afghanischen Bürgerkriegs (1928–1929) widerriefen die Saqqawisten 1929 den Vertrag, als sie an die Macht kamen. Spätere Einfälle der Basmatschi aus Nordafghanistan führten zum Beginn der Intervention der Roten Armee in Afghanistan, die es schaffte, die Offensivfähigkeiten der Basmatschi zu verringern.
Ein kleines Wiederaufleben der Basmatschi Ende 1929 und Anfang 1930 führte zu einer zweiten Intervention.
Der Kalte Krieg dauerte von 1945 bis 1992. Der Konflikt prägte die russische Außenpolitik gegenüber Entwicklungsländern und betonte die Schaffung von Marionetten-, Stellvertreter- und Pufferstaaten. Die Außenpolitik Afghanistans nach 1919 war eine Politik der Nichtangleichung.
Trotz dieser Politik behielt die afghanische Regierung weiterhin gute Beziehungen sowohl zu den Vereinigten Staaten als auch zur Sowjetunion. Der Neutralitäts- und Nichtangriffsvertrag der Länder wurde erstmals 1928 unterzeichnet.
Die Sowjets begannen in den 1950er Jahren ein großes wirtschaftliches Hilfsprogramm in Afghanistan. Die angespannten Beziehungen Afghanistans zu Pakistan in Bezug auf die Paschtunistan-Frage sowie der Militärpakt von 1954 zwischen Pakistan und den Vereinigten Staaten waren ein weiterer wichtiger Grund für die engeren Beziehungen (unter Beibehaltung der Nichtangleichung).
Zwischen 1954 und 1978 erhielt Afghanistan sowjetische Hilfe in Höhe von mehr als 1 Milliarde US-Dollar, einschließlich erheblicher militärischer Hilfe. Ab 1956 ermöglichte ein großes Waffenabkommen mit der UdSSR Afghanistan, dessen Armee zum ersten Mal seit dem Zweiten Weltkrieg zu modernisieren.
Der afghanische König besuchte zusammen mit dem Außenminister im Juli 1957 und erneut vom 17. August bis 4. September 1957 die Sowjetunion. Zusammen mit der zunehmenden militärischen Hilfe wurde vereinbart, dass die Sowjets in Nordafghanistan Erdölexplorationen durchführen.  Ein zusätzliches Abkommen über wirtschaftliche und technische Zusammenarbeit zwischen den beiden Ländern wurde im Mai 1959 von Daoud Khan und Nikita Chruschtschow unterzeichnet.
Die UdSSR sah ihren Nachbarn auch als wichtig für ihre nationale Sicherheit an. 1973 kündigten die beiden Länder ein Hilfsabkommen über 200 Millionen US-Dollar für die Entwicklung von Gas und Öl, Handel, Transport, Bewässerung und Fabrikbau an.
Trotz seiner früheren engen Zusammenarbeit mit der UdSSR führte Daoud Khan Afghanistan als Präsident der neuen Republik zurück in Richtung Unabhängigkeit und Nichtangleichung. Am 5. Dezember 1978 unterzeichneten die beiden Länder einen 20-jährigen Freundschaftsvertrag.
Nach der Ermordung von Nur Muhammad Taraki und die Übernahme durch Hafizullah Amin im Jahr 1979 wurden die Beziehungen jedoch wieder schlechter. Nach der Invasion von 1979 verstärkten die Sowjets ihre großen Hilfszusagen, um die afghanische Wirtschaft zu stützen und das afghanische Militär wieder aufzubauen. Sie stellten dem Karmal-Regime beispiellose 800 Millionen Dollar zur Verfügung. Die Sowjetunion unterstützte das Nadschibullāh-Regime auch nach dem Abzug der sowjetischen Truppen im Februar 1989.

## Russische Föderation ab 1991
Im Jahr 2025 erkannte Russland als erstes Land der Welt die Taliban als Regierung von Afghanistan an und damit einhergehend auch das von den Taliban ausgerufene Islamische Emirat Afghanistan.